# بلمونتي ان سابينا
بلمنت في سابينا (Bermonte) هي بلدية في مقاطعة رييتي في إيطاليا ضمن منطقة لاتسيو. تقع على بعد حوالي 60 كيلومتر (37 ميل) شمال شرق روما وحوالي 10 كيلومتر (6.2 ميل) جنوب شرق رييتي.